# European Rugby Continental Shield 2018-2019
Continental Shield 2018-19 fu la 3ª e ultima edizione dell’European Rugby Continental Shield, terzo torneo stagionale per club di rugby a 15 per rango.
Organizzata da European Professional Club Rugby, Federazione Italiana Rugby e Rugby Europe, espresse due qualificate alla Challenge Cup 2019-20 e si tenne dal 13 ottobre 2018 all’11 maggio 2019.
A qualificarsi per la finale, con conseguente visto di partecipazione alla Challenge Cup della stagione successiva, furono la squadra campione uscente dell’Enisej-STM di Krasnojarsk in Russia e l’italiana Calvisano, le quali ebbero la meglio, in semifinale, rispettivamente sul Timişoara e del Rovigo.
La finale, in programma l’11 maggio 2019 a Newcastle upon Tyne, non si tenne mai; pochi mesi dopo la competizione fu soppressa.

## Formato
Al torneo partecipano 8 squadre così suddivise:
1. le prime 4 classificate del TOP12 italiano;
2. una rappresentativa della Georgia;
3. una rappresentativa del Belgio;
4. le due finaliste dell'edizione precedente, ammesse direttamente in semifinale.

Le squadre di cui ai punti 1., 2. e 3. sono divise in gironi, e ognuna di esse gioca tre partite di andata e ritorno contro le tre squadre del girone opposto.
Le due squadre vincitrici di girone si incontrano per la prima semifinale in gara di andata e ritorno; nell'altra semifinale si incontrano le due finaliste dell'edizione precedente.
La finale, in gara unica, si gioca nello stesso fine settimana e nella stessa città (Newcastle upon Tyne, Inghilterra) della finale delle due Coppe maggiori, e le due finaliste sono ammesse alla Challenge Cup della stagione successiva.

## Squadre partecipanti

### Gruppo A
- Calvisano
- Fiamme Oro (Roma)
- Lok’omot’ivi Tbilisi

### Gruppo B
- Belgium Barbarians (Bruxelles)
- Petrarca (Padova)
- Rovigo

### Qualificate dall'edizione precedente
- Enisej-STM (Krasnojarsk)
- Timişoara

## Fase a gironi

### Risultati
|                  | Risultati               |       |
| ---------------- | ----------------------- | ----- |
| 13 ottobre 2018  | Lokomotivi — Calvisano  | 6–17  |
| 13 ottobre 2018  | Rovigo — Petrarca       | 34–34 |
| 20 ottobre 2018  | Calvisano — Fiamme Oro  | 35–20 |
| 20 ottobre 2018  | Barbarians — Petrarca   | 12–31 |
| 8 dicembre 2018  | Fiamme Oro — Lokomotivi | 22–29 |
| 8 dicembre 2018  | Petrarca — Barbarians   | 36–14 |
| 15 dicembre 2018 | Calvisano — Lokomotivi  | 13–20 |
| 15 dicembre 2018 | Rovigo — Barbarians     | 68–12 |
| 12 gennaio 2019  | Lokomotivi — Fiamme Oro | 47–10 |
| 12 gennaio 2019  | Petrarca — Rovigo       | 20–27 |
| 19 gennaio 2019  | Fiamme Oro — Calvisano  | 10–33 |
| 19 gennaio 2019  | Barbarians — Rovigo     | 7–89  |

#### Classifica gruppo A
| Pos | Squadra              | G | V | N | P | PF  | PS  | P±  | BP | PT |
| --- | -------------------- | - | - | - | - | --- | --- | --- | -- | -- |
| A1  | Calvisano            | 4 | 3 | 0 | 1 | 98  | 56  | 42  | 3  | 15 |
| A2  | Lok’omot’ivi Tbilisi | 4 | 3 | 0 | 1 | 102 | 62  | 40  | 2  | 14 |
| A3  | Fiamme Oro           | 4 | 0 | 0 | 4 | 62  | 144 | −82 | 1  | 1  |

#### Classifica gruppo B
| Pos | Squadra            | G | V | N | P | PF  | PS  | P±   | BP | PT |
| --- | ------------------ | - | - | - | - | --- | --- | ---- | -- | -- |
| B1  | Rovigo             | 4 | 3 | 1 | 0 | 218 | 73  | 145  | 2  | 16 |
| B2  | Petrarca           | 4 | 2 | 1 | 1 | 121 | 87  | 34   | 4  | 14 |
| B3  | Belgium Barbarians | 4 | 0 | 0 | 4 | 45  | 224 | −179 | 0  | 0  |

## Fase aplay-off
|  | Semifinali | Semifinali | Semifinali | Semifinali | Semifinali |  |  | Finale     | Finale     | Finale |  |
|  |            |            |            |            |            |  |  |            |            |        |  |
|  | Calvisano  | Calvisano  | 29         | 28         | 57         |  |  |            |            |        |  |
|  | Rovigo     | Rovigo     | 13         | 30         | 43         |  |  | Calvisano  | Calvisano  | -      |  |
|  | Timişoara  | Timişoara  | 20         | 32         | 52         |  |  | Enisej-STM | Enisej-STM | -      |  |
|  | Enisej-STM | Enisej-STM | 18         | 40         | 58         |  |  |            |            |        |  |

### Semifinali
| Arbitro: | Nika Amashukeli |

|                                 |      |                |
| Bordoli 65’ Balocchi 72’        | mt   | 36’ Halvorsen  |
| Pescetto 65’, 72’               | tr   | 36’ A. Chillon |
| Pescetto 5’, 10’, 15’, 30’, 49’ | c.p. | 63’ A. Chillon |

| Arbitro: | Andrea Piardi |

|                                  |      |                           |
| Simionescu 50’, 62’ Morrison 79’ | mt   | 38’ Saulīte 39’ Kacharava |
| Samoa 79’                        | tr   | 38’ Čurašov               |
| Samoa 76’                        | c.p. | 19’, 30’ Čurašov          |

| Arbitro: | Christophe Ridley |

|                                                    |      |                                           |
| Odiete 7’ Majstorović 22’ Halvorsen 52’ Cioffi 68’ | mt   | 80+3’ Balocchi                            |
| Mantelli 52’ A. Chillon 68’                        | tr   | 80+3’ Pescetto                            |
| Mantelli 3’, 15’                                   | c.p. | 5’, 10’, 21’, 26’, 45’, 63’, 71’ Pescetto |

| Krasnojarsk 20 aprile 2019, ore 16 UTC+7 Ritorno semifinale finaliste uscenti | Enisej-STM | 40 – 32 referto                              | Timişoara | Avangard Stadion (2 600 spett.) |
| Meschi 8’ Baranov 40’ Krotov 44’ Temnov 62’ Kononov 68’ mt 19’ Popa 35’ Shennan 47’ Manumua 56’ Zaharia Gajsin 44’, 62’, 68’ tr 19’, 35’, 56’ Samoa Gajsin 3’, 23’, 78’ c.p. 6’, 14’ Samoa |            |                                              |           |                                 |
| |            |                                              |           |                                 |
| Meschi 8’ Baranov 40’ Krotov 44’ Temnov 62’ Kononov 68’ | mt         | 19’ Popa 35’ Shennan 47’ Manumua 56’ Zaharia |           |                                 |
| Gajsin 44’, 62’, 68’ | tr         | 19’, 35’, 56’ Samoa                          |           |                                 |
| Gajsin 3’, 23’, 78’ | c.p.       | 6’, 14’ Samoa                                |           |                                 |